# Comitato Olimpico della Nuova Zelanda

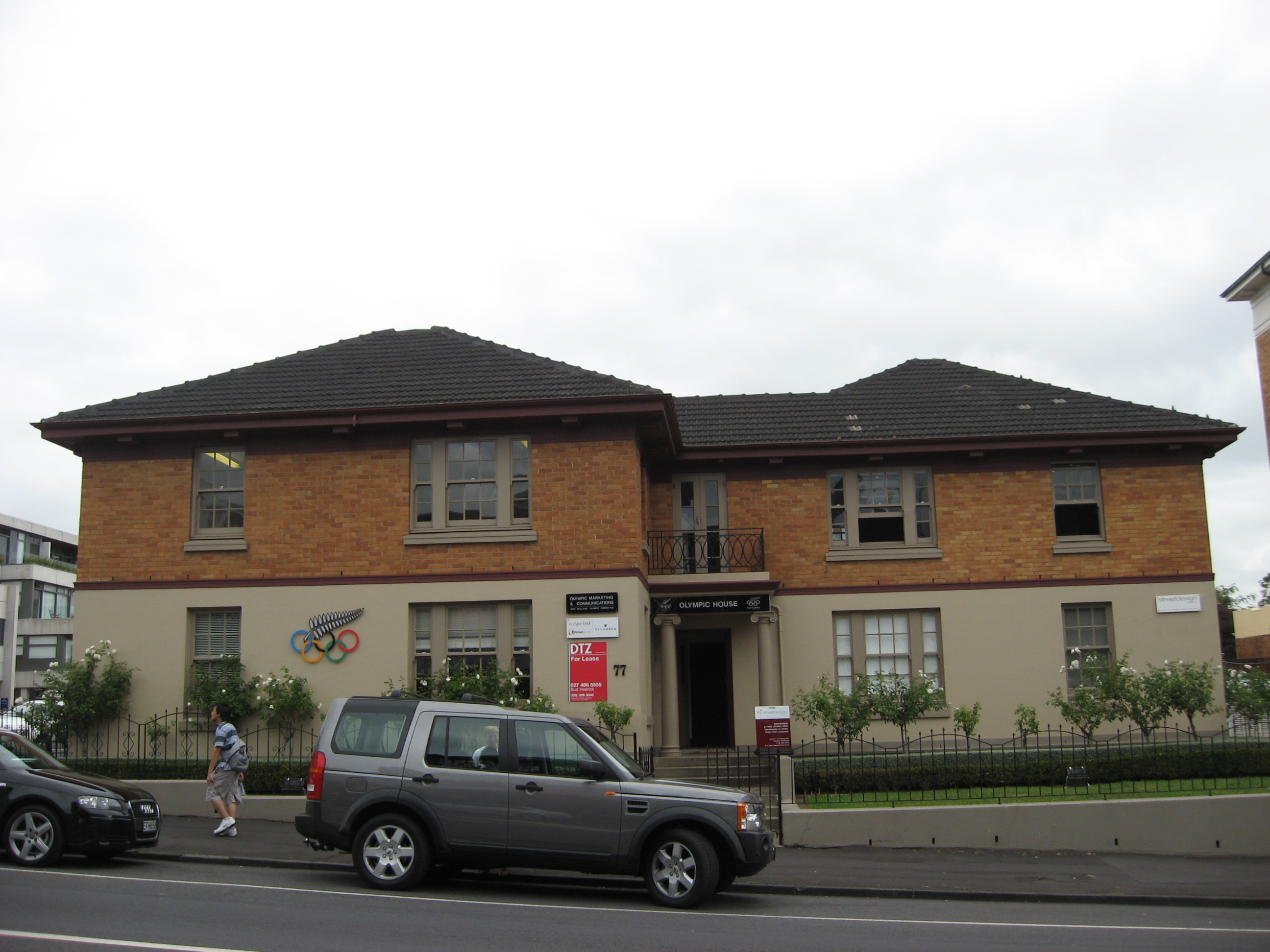
Sede del Comitato Olimpico Neozelandese

Il Comitato Olimpico della Nuova Zelanda (noto anche come New Zealand Olympic Committee in inglese) è un'organizzazione sportiva neozelandese, nata nel 1911 a Wellington in Nuova Zelanda.

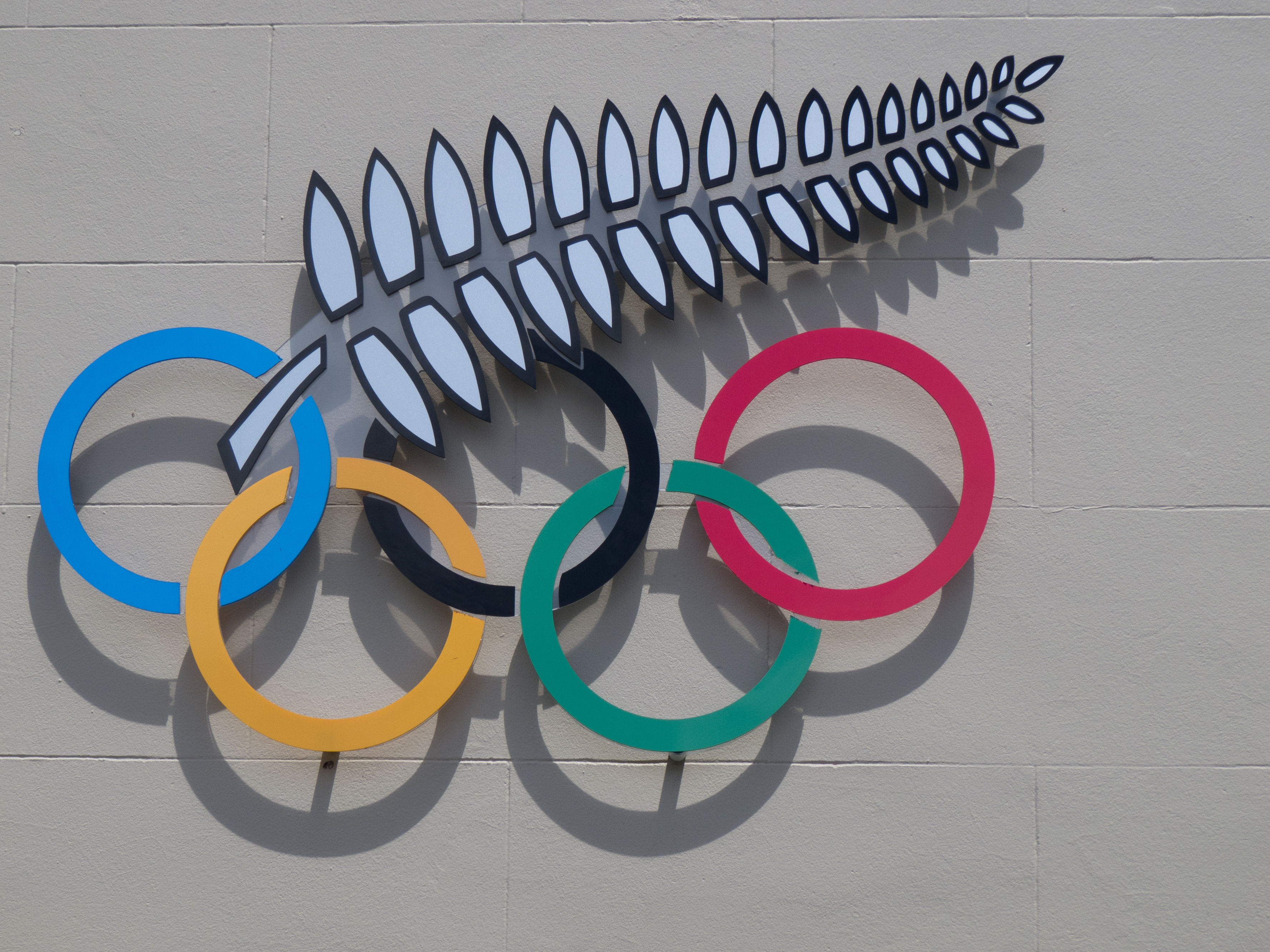
Logo del NZOC

Rappresenta questa nazione presso il Comitato Olimpico Internazionale (CIO) dal 1919 ed ha lo scopo di curare l'organizzazione ed il potenziamento dello sport in Nuova Zelanda e, in particolare, la preparazione degli atleti neozelandesi, per consentire loro la partecipazione ai Giochi olimpici. L'associazione inoltre fa parte dei Comitati Olimpici Nazionali d'Oceania.
L'attuale presidente del comitato è Mike Stanley, mentre la carica di segretario generale è occupata da Barry Maister.